# Mount Sylvester
Mount Sylvester is een berg van het type inselberg op het Canadese eiland Newfoundland. De berg is een grote formatie uit de gletsjerperiode gelegen in het centrale deel van het eiland. Het ligt op de grens van het Bay du Nord Wilderness Reserve van de provincie Newfoundland en Labrador.
De berg werd vernoemd naar Sylvester Joe, een Mi'kmaq die William Cormack begeleidde op zijn tocht over Newfoundland. De berg is een inselberg, een rotstoren ontstaan door chemische verwering en verder gemodificeerd door ijswerking.